# Sambuco
Sambuco (piemontesisch Sambuch, okzitanisch lou Sambuc – übersetzt Holunder) ist eine Gemeinde in der italienischen Provinz Cuneo (CN), Region Piemont.
Sambuco steht in keinem Zusammenhang mit dem Lago del Sambuco, einem Stausee in der Nähe von Fusio im Schweizer Kanton Tessin.

## Lage und Einwohner
Sambuco liegt im Tal der Stura di Demonte knapp 50 km westlich von der Provinzhauptstadt Cuneo entfernt. Das Gemeindegebiet umfasst eine Fläche von 47 km² und hat 83 Einwohner (Stand 31. Dezember 2023). Die Gemeinde gehört zu den Okzitanischen Tälern, in denen neben der Amtssprache Italienisch (und dem piemontesischen Dialekt) auch die Okzitanische Sprache gesprochen wird. Zur Gemeinde zählen auch die Dörfer und Weiler Besaut, Chiardola Grande, Chiardoletta, Ciamin, Ciauceis, Clauzio, Moriglione Fondo, Moriglione San Lorenzo, Nicolau, Serre und Villetta.
Die Nachbargemeinden sind Canosio, Demonte, Marmora, Pietraporzio und Vinadio.

## Geschichte

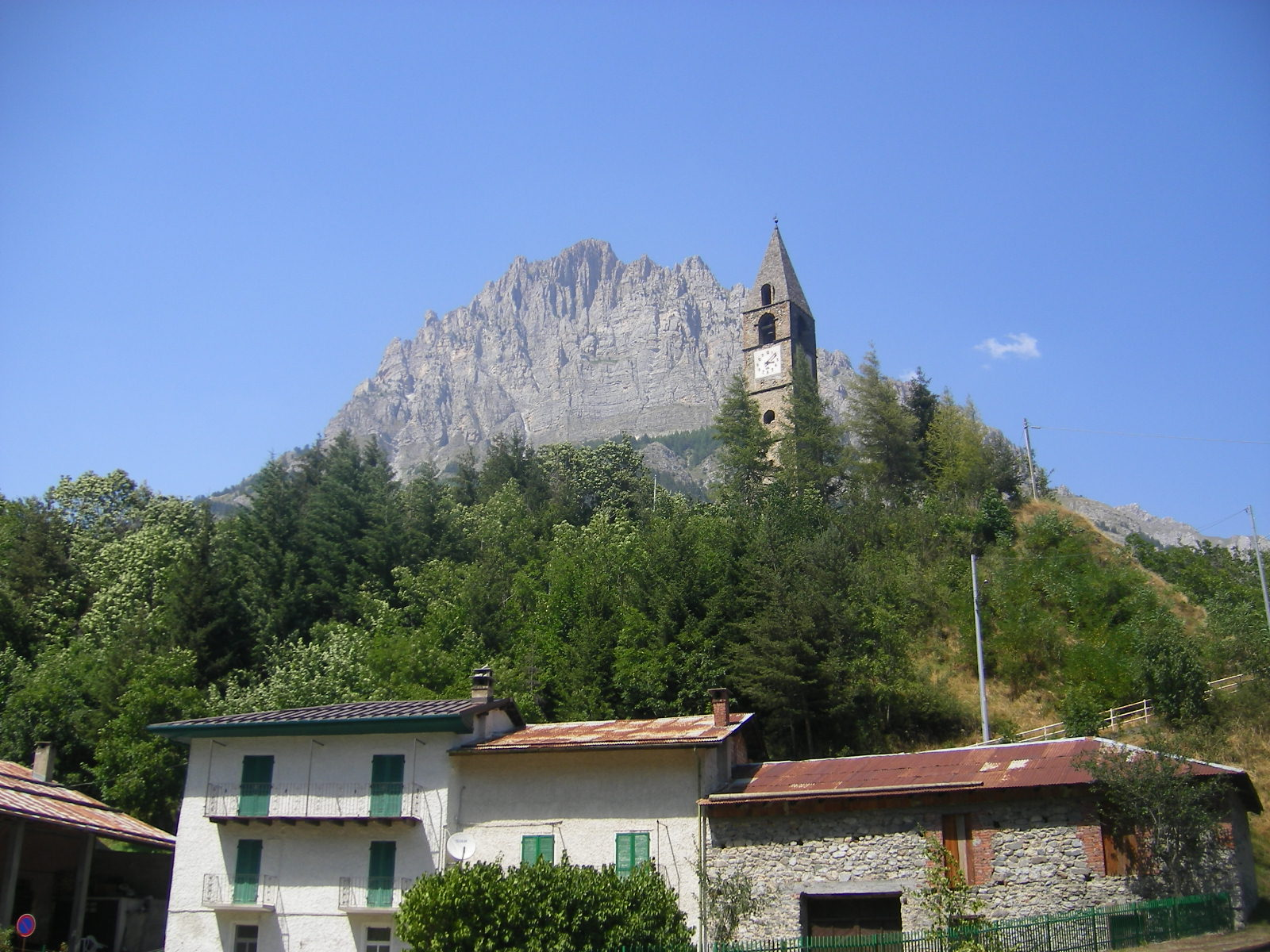
Sambuco

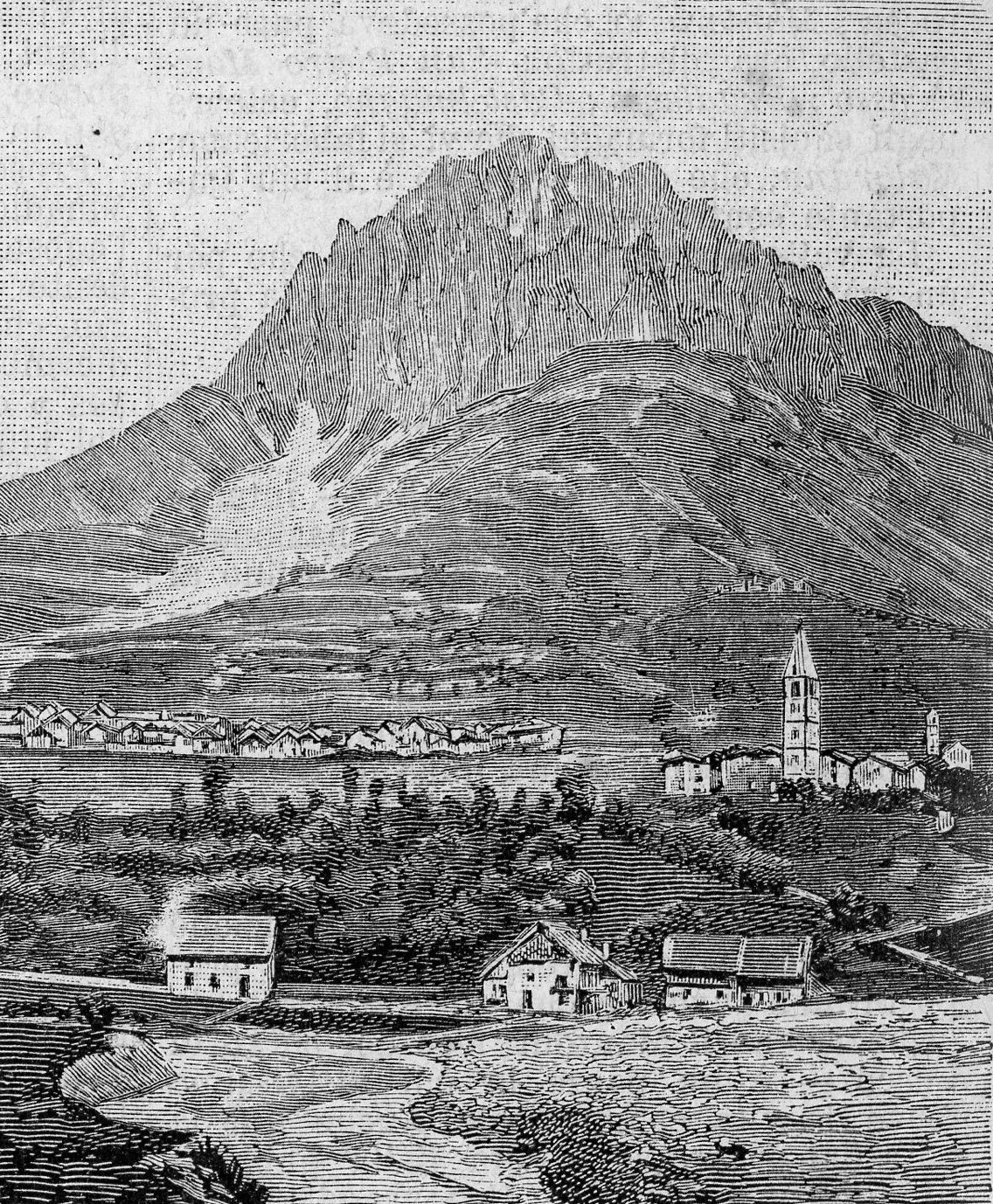
Sambuco 1893

Der seit 1165 nachgewiesene Ortsname stellt die Fortführung des botanischen Begriffs „sambucum“ dar, der Holunder bedeutet. Es gibt nur wenige historische Informationen über die frühen Ereignisse des Dorfes. Es wurde zum ersten Mal in einem Dokument aus dem Jahr 1165 unter den Villen der Herren von Vinadio erwähnt. Während des gesamten 12. Jahrhunderts stand es unter der Herrschaft der Markgrafen von Saluzzo und dann unter der Gerichtsbarkeit der Gemeinde Cuneo, bis 1259 das gesamte Stura-Tal von Karl II. von Anjou besetzt wurde.
Im Jahr 1338 besetzte Amedeo VII. von Savoyen das Tal und so geriet von diesem Moment an auch das Dorf unter savoyische Herrschaft. Unter den historisch-architektonischen Zeugnissen ist die auf einem Felsvorsprung erbaute Pfarrkirche Santa Maria interessant, die ein Beispiel des Barockstils darstellt. Bemerkenswert ist auch die Kapelle San Giuliano aus dem 12. Jahrhundert, die sich im Inneren des Friedhofs befindet und über einbogige Fenster aus Tuffstein verfügt. Bemerkenswert sind auch die Kapelle San Lorenzo und die Kapelle Sant’Anna. Auf den Hochweiden gibt es noch immer Steingebäude mit Tonnengewölben, die vollständig mit Erde bedeckt sind und „las trunas“ genannt werden. Auf ihnen befand sich oft ein als Stall und Scheune genutzter Gutshof, der den Bauern und Hirten von als saisonales Zuhause diente die Vergangenheit.

## Film
- Winfried Lachauer: Sambuco im Valle Stura in Italien. ZDF/ ARTE, 2007, HD, 30 Minuten, Dokumentarfilm der Reihe „Gipfel der Genüsse“.
- Messners Alpen 1./3 (17. Mai 2011 phoenix)